# Dromesnil
 Dromesnil  es una comuna y población de Francia, en la región de Picardía, departamento de Somme, en el distrito de Amiens y cantón de Hornoy-le-Bourg.
Su población en el censo de 1999 era de 121 habitantes.
Está integrada en la Communauté de communes du Sud-Ouest Amiénois .

## Demografía
| 147 | 168 | 121 | 129 | 133 | 121 |
| Para los censos de 1962 a 1999 la población legal corresponde a la población sin duplicidades (Fuente: INSEE [Consultar]) |     |     |     |     |     |

- Datos: Q69075
- Multimedia: Dromesnil / Q69075

1. ↑  Worldpostalcodes.org, código postal n.º 80640.
2. ↑  INSEE, Datos de población para el año 2012 de Dromesnil (en francés).